# Vehmaa
Vehmaa (en sueco Vemo) es un municipio de Finlandia situado en la región de Finlandia Propia. En 2018 su población era de 2.313 habitantes. La superficie del término municipal es de 202,09 km², de los cuales 13,25 km² son de ríos y lagos. El municipio tiene una  densidad de población de 12,25 hab./km².
Limita con los municipios de Laitila, Mynämäki, Taivassalo y Uusikaupunki, todos ellos en su misma región.
El ayuntamiento es unilingüe en finés.